# Wishmastour 2000
Wishmastour 2000 to pierwsza kompilacja grupy Nightwish.

## Charakterystyka albumu
Wishmastour 2000, został wydany jako pierwszy i nie była to kompilacja sensu stricto, ale zbiór bardzo rzadkich i trudnych do zdobycia w tym czasie utworów. Płyta została wydana tylko we Francji.

## Lista utworów
1. „Wishmaster”
2. „Sleepwalker (heavy version)”
3. „Passion and the Opera (edit)”
4. „Nightquest”
5. „A Return to the Sea”
6. „Once Upon a Troubadour”